# 额上回
额上回（英語：Superior frontal gyrus）是大脑额叶的一个脑回，占据额叶大小的三分之一。 额上回下方与额上沟相连，而额上回延伸至大脑半球内侧的部分称为额内回。

## 功能
额上回参与脑部的高阶认知功能，尤其是工作记忆。 大脑半球一侧的额上回负责规划身体另一侧的部分复杂运动。
一些功能性磁共振成像实验显示，额上回与自我意识有关。 此外，也有实验显示，额上回与人的笑有关联。

## 图像

左侧大脑半球：额上回位于红色标记处
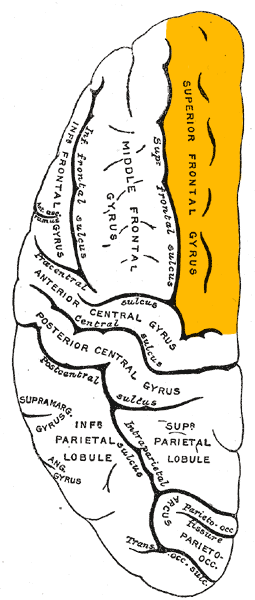
左侧大脑半球（俯视图）：额上回位于橙色标记处
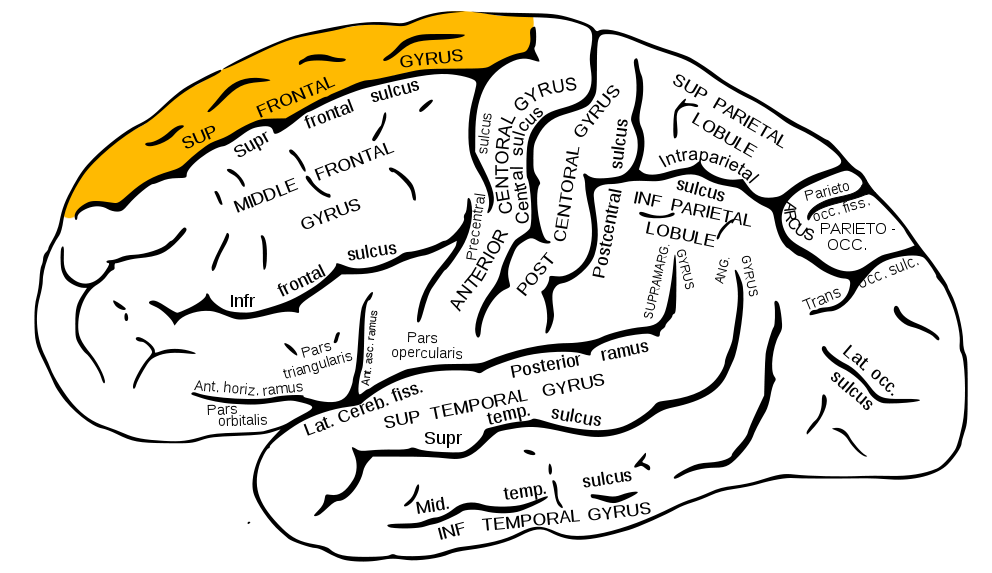
左侧大脑半球外侧面：额上回位于橙色标记处